# Kim Jo-sun
Kim Jo-sun (13 de junho de 1975) é uma arqueira sul-coreana, campeã olímpica.

## Carreira
Kim Jo-sun representou seu país nos Jogos Olímpicos em 1996, ganhando a medalha de ouro por equipes em Atlanta. 